# Adejeania spinosa
Adejeania spinosa är en tvåvingeart som beskrevs av Guimaraes 1966. Adejeania spinosa ingår i släktet Adejeania och familjen parasitflugor. Inga underarter finns listade i Catalogue of Life.